# Amphicar

Logo

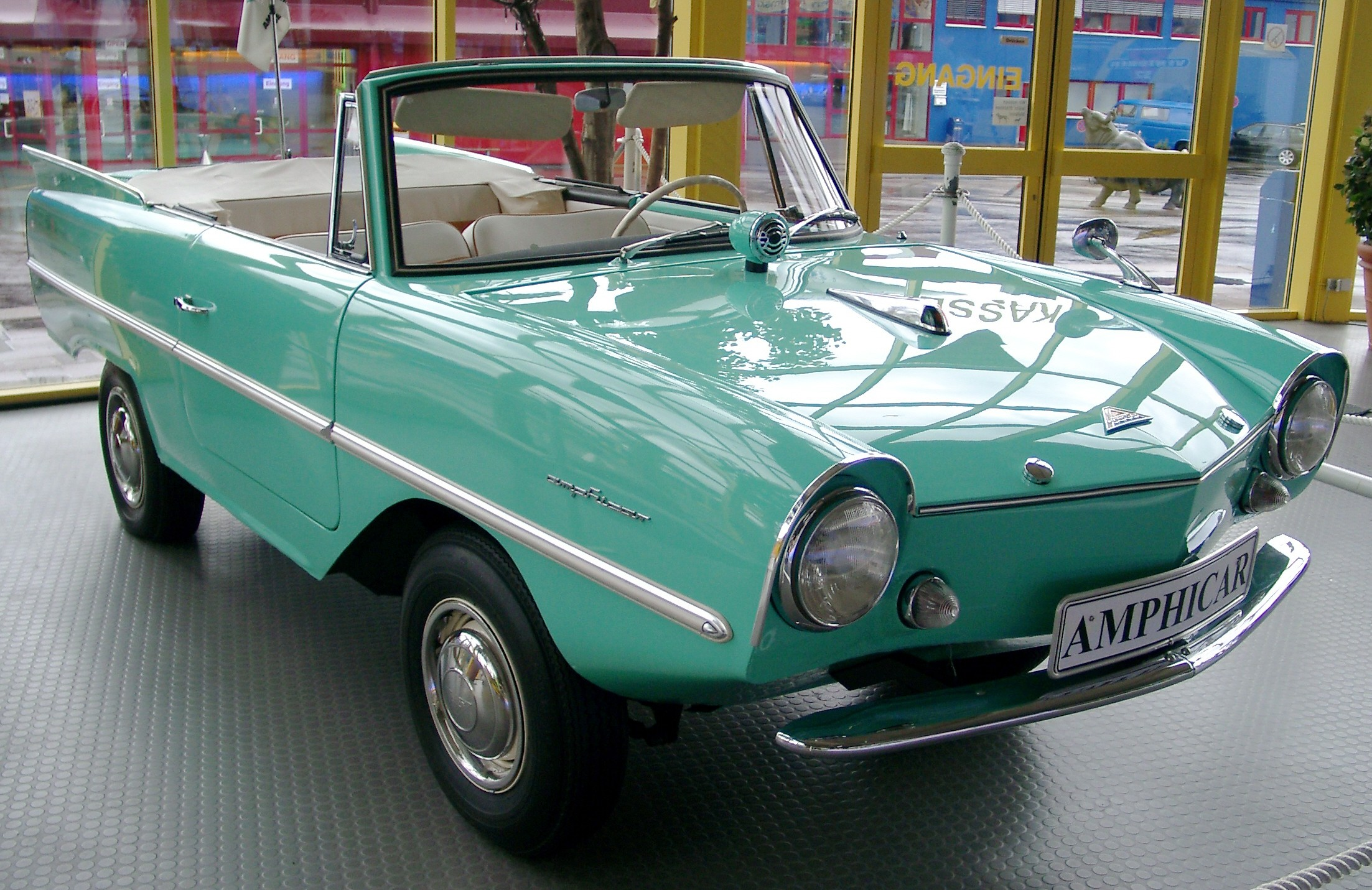
Amphicar 770

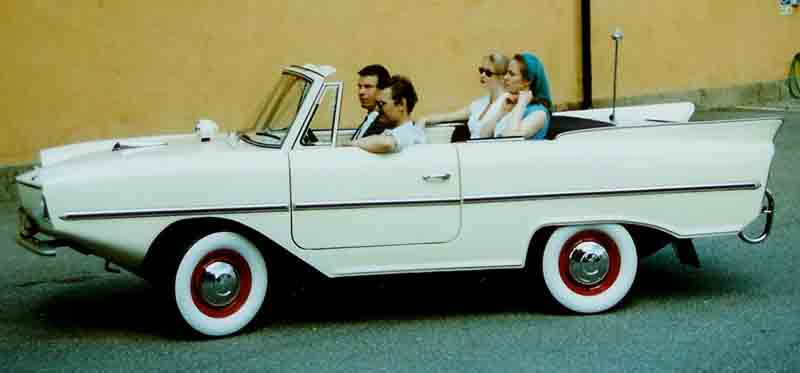
Seitenansicht

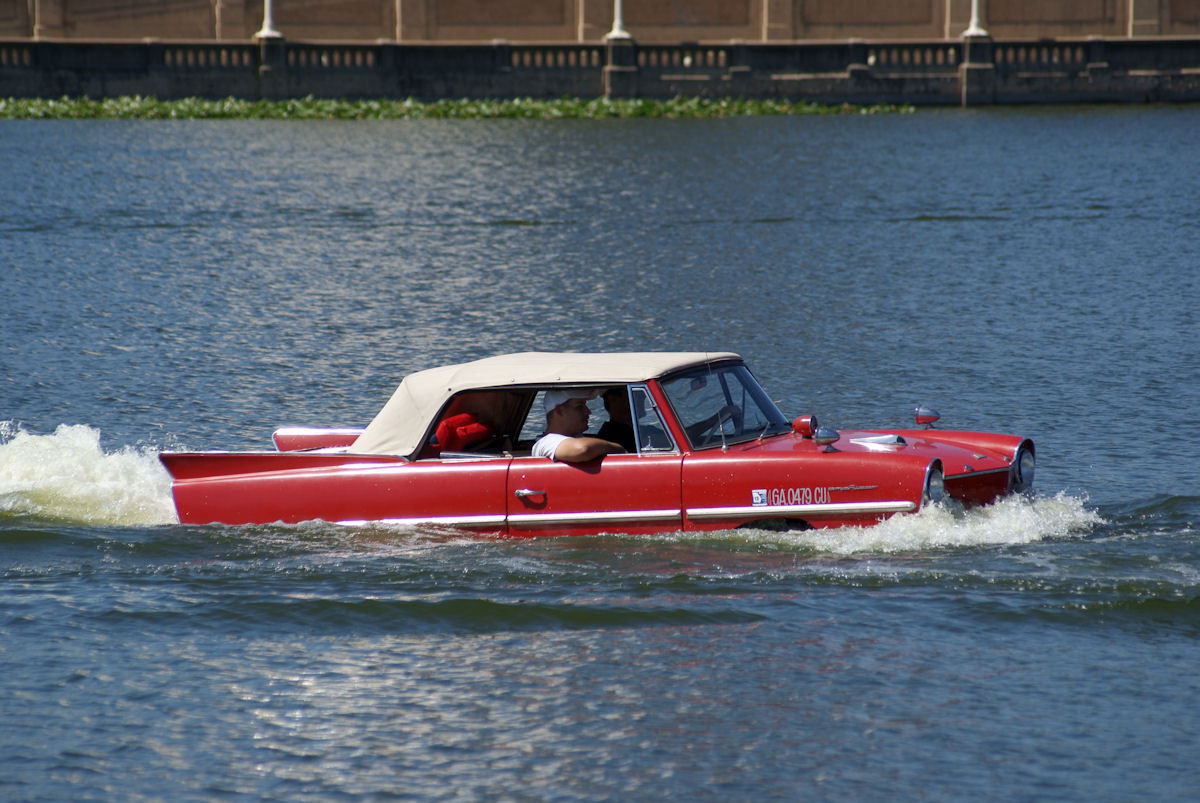
Amphicar mit Verdeck im Wasser

Amphicar war eine deutsche Automarke.

## Markengeschichte
Im Jahr 1960 entwickelte der Konstrukteur Hans Trippel ein Amphibienfahrzeug, das er von 1961 bis 1968 hauptsächlich in Berlin-Wittenau bei der Deutschen Waggon- und Maschinenfabrik (DWM) (früher: Deutsche Waffen- und Munitionsfabriken AG) bauen ließ. Die Rohkarossen fertigten anfangs die Industrie-Werke Karlsruhe AG (IWK) in einem ehemaligen Rüstungswerk der DWM in Lübeck-Schlutup. In Deutschland war das Fahrzeug ab 1962 zum Preis von 10.500 DM erhältlich (nach heutiger Kaufkraft und inflationsbereinigt 27.762 Euro). Die Amphicar Vertriebsgesellschaft aus Wuppertal-Elberfeld vertrieb die Fahrzeuge.
Die Idee für ein ziviles Amphibienfahrzeug kam aus den USA. Man erhoffte sich einen Markt etwa bei Angelsportlern und Sportjägern in der amerikanischen Seenlandschaft aus 300.000 Seen. Tatsächlich wurde ein erheblicher Teil der Produktion in die USA exportiert. Wegen des hohen Preises, der damals etwa dem Wert von zwei VW Käfern entsprach, wurden jedoch nicht genügend Fahrzeuge verkauft. Der Absatz verlief so schleppend, dass noch drei Jahre nach dem Ende der Produktion Neuwagen zu kaufen waren, die auf Halde standen und mit Baujahrsangaben 1964 und 1965 zum verringerten Preis von 8385 DM angeboten wurden. Weil die wenigen Liebhaber sich damals preiswert mit Ersatzteilen eindecken konnten, war der Unterhalt günstig. Der amerikanische Unternehmer Hugh Gordon aus Santa Fe Springs, Kalifornien, übernahm große Teile der Ersatzteile und Fertigungsmaschinen.
In den vom VDA herausgegebenen Jahrbüchern Tatsachen und Zahlen aus der Kraftfahrzeugwirtschaft gibt es zur Marke Amphicar keinerlei Angaben über die jährlich produzierten Stückzahlen, sodass diesbezüglich der Spekulation Tür und Tor geöffnet ist und folgende Zahlen in der Literatur zu finden sind: ca. 800, davon 600 in die USA exportiert, der Rest in verschiedene europäische Länder (was sicher zu wenig ist, allein in Deutschland wurden 1962 bis 1970 etwa 400 zugelassen), angeblich 2500 oder 3000, etwa 3500, 3878 oder etwa 4000. 1964 wurden 388 Fahrzeuge in die USA exportiert und im folgenden Jahr 252.
In Westdeutschland wurden zugelassen: 1961: 0, 1962: 7, 1963: 91, 1964: ?, 1965: 44, 1966: 63, 1967: 85, 1968: 51, 1969: 16 Stück. Daran ist zu erkennen, dass die Herabsetzung des Preises 1963 einerseits die Zulassungszahlen steigen ließ, dass es aber nach Produktionsende (1965) noch etliche auf Halde stehende Fahrzeuge gab, die (wohl zu Preisen weit unter den Herstellungskosten) bis 1969/70 mühsam an den Mann gebracht werden mussten.

## Modell
Das einzige Modell war ein Amphibienfahrzeug. Die offene Karosserie bot Platz für vier Personen. Ein Vierzylindermotor im Heck trieb die Hinterräder an.